# Museo de bolsos Simone
El Museo de bolsos Simone (en Hangul: 시몬 핸드백 박물관, en inglés: Simone Handbag Museum) es un museo dedicado a los bolsos, ubicado en Seúl, Corea del Sur. Tiene 300 bolsos en exhibición, desde 1550 hasta nuestros días.

## Temática
El museo cuenta con dos secciones, una dedicada al siglo XX y contemporáneos, y otra a los bolsos antiguos (1500-1900). Abrió el 19 de julio de 2012 en Gangnam-gu, en un edificio con forma de bolso. La colección fue establecida por Kenny Park, el primer jefe de museo, mientras se ha administrada por Judith Clark, la profesora del diseño e historia natural en Colegio de Moda de Londres. 
La mayoría de los bolsos provienen de Europa, mientras que los bolsos modernas son de Estados Unidos.

## Estructura
El nombre del edificio se llama "Bagstage" significa que el motivo de la facilidad es las bolsas. No sólo está la salón de exposiciones sino unas tiendas de hebra o las maletas; unos habitaciones para diseñadores en gratuito; unos talleres donde trabajan los artesanos.